# Patrice Goueslard
Patrice Goueslard (ur. 26 listopada 1965 roku w Caen) – francuski kierowca wyścigowy.

## Kariera
Goueslard rozpoczął karierę w międzynarodowych wyścigach samochodowych w 1990 roku od startów we Francuskiej Formule Renault, gdzie jednak nie zdobywał punktów. W późniejszych latach Francuz pojawiał się także w stawce 24-godzinnego wyścigu Le Mans, Francuskiego Pucharu Porsche Carrera, Global GT Championship, French GT Championship, 24h Daytona, FIA GT Championship, United States Road Racing Championship, Grand American Sports Car Series, American Le Mans Series, Grand American Rolex Series, Le Mans Endurance Series, Le Mans Series, NASCAR Whelen Euro Series oraz Blancpain Endurance Series.

## Wyniki w 24h Le Mans
| Rok  | Zespół                            | Partnerzy                             | Samochód                  | Klasa | Okr. | Poz. | Klasa Pos. |
| ---- | --------------------------------- | ------------------------------------- | ------------------------- | ----- | ---- | ---- | ---------- |
| 1994 | Elf Haberthur Racing              | Olivier Haberthur Patrick Vuillaume   | Porsche 911 Turbo 6.3     | GT2   | 42   | NU   | NU         |
| 1996 | Larbre Compétition                | André Ahrlé Patrick Bourdais          | Porsche 911 GT2           | GT1   | 284  | 20   | 6          |
| 1997 | Schübel Engineering               | Pedro Lamy Armin Hahne                | Porsche 911 GT1           | GT1   | 331  | 5    | 3          |
| 1998 | Larbre Compétition                | Pierre Yver Jean-Luc Chéreau          | Porsche 911 GT2           | GT    | 240  | 23   | 9          |
| 1999 | Chéreau Sports Larbre Compétition | Pierre Yver Jean-Luc Chéreau          | Porsche 911 GT2           | GT    | 240  | NS   | NS         |
| 2000 | Larbre Compétition                | Christophe Bouchut Jean-Luc Chéreau   | Porsche 911 GT3-R         | GT    | 34   | NU   | NU         |
| 2001 | Larbre Compétition                | Jean-Luc Chéreau Sébastien Dumez      | Porsche 911 GT3-RS        | GT    | 274  | 12   | 4          |
| 2002 | Larbre Compétition                | Christophe Bouchut Vincent Vosse      | Chrysler Viper GTS-R      | GTS   | 319  | 18   | 4          |
| 2003 | Larbre Compétition                | Christophe Bouchut Steve Zacchia      | Chrysler Viper GTS-R      | GTS   | 317  | 16   | 4          |
| 2004 | Larbre Compétition                | Christophe Bouchut Olivier Dupard     | Ferrari 550-GTS Maranello | GTS   | 317  | 14   | 5          |
| 2005 | Larbre Compétition                | Vincent Vosse Olivier Dupard          | Ferrari 550-GTS Maranello | GT1   | 324  | 12   | 4          |
| 2006 | Larbre Compétition                | Luc Alphand Jérôme Policand           | Chevrolet Corvette C5-R   | GT1   | 346  | 7    | 3          |
| 2007 | Larbre Compétition                | Luc Alphand Jérôme Policand           | Chevrolet Corvette C6.R   | GT1   | 327  | 12   | 7          |
| 2008 | Luc Alphand Aventures             | Jean-Luc Blanchemain Laurent Pasquali | Chevrolet Corvette C6.R   | GT1   | 325  | 21   | 6          |
| 2009 | Luc Alphand Aventures             | Luc Alphand Stéphan Grégoire          | Chevrolet Corvette C6.R   | GT1   | 99   | NU   | NU         |
| 2010 | Luc Alphand Aventures             | Julien Jousse Xavier Maassen          | Chevrolet Corvette C6.R   | GT1   | 238  | NU   | NU         |